# رئيس العراق
رئيس جمهورية العراق هو أعلى منصب إداري في الهيكل الحكومي للدولة العراقية. وذلك وفق الدستور الذي ينص في مادته السابعة والستين على: 
 يعد منصباً تشريفياً في المقام الأول، إذ إن الدستور العراقي منح رئيس مجلس الوزراء صلاحيات واسعة في مختلف المجالات.
ينتخب الرئيس العراقي من قبل مجلس النواب وبأغلبية الثلثين ومدة الولاية الرئاسية أربعة أعوام، ويمكن إعادة انتخابه مرة ثانية فقط.
أول من قام باعمال رئاسة الجمهورية كان محمد نجيب الربيعي الذي كان يرأس مجلس السيادة أما أول من حمل لقب رئيس الجمهورية فكان عبد السلام عارف الذي تولى الحكم سنة 1963. الرئيس الحالي للعراق هو عبد اللطيف رشيد.

## سلطات الرئيس العراقي
وفقا للمادة الثالثة والسبعين من الدستور العراقي، فان سلطات الرئيس هي

- اولاً: ـ إصدار العفو الخاص بتوصيةٍ من رئيس مجلس الوزراء، باستثناء ما يتعلق بالحق الخاص، والمحكومين بارتكاب الجرائم الدولية والإرهاب والفساد المالي والإداري.
- ثانياً: ـ المصادقة على المعاهدات والاتفاقيات الدولية، بعد موافقة مجلس النواب، وتُعد مصادقاً عليها بعد مضي خمسة عشر يوماً من تاريخ تسلمها.
- ثالثاً: ـ يصادق ويصدر القوانين التي يسنها مجلس النواب، وتعد مصادقاً عليها بعد مضي خمسة عشر يوماً من تاريخ تسلمها.
- رابعاً: ـ دعوة مجلس النواب المنتخب للانعقاد خلال مدةٍ لا تتجاوز خمسة عشر يوماً من تاريخ المصادقة على نتائج الانتخابات، وفي الحالات الأخرى المنصوص عليها في الدستور.
- خامساً: ـ منح الاوسمة والنياشين بتوصيةٍ من رئيس مجلس الوزراء، وفقاً للقانون.
- سادساً: ـ قبول السفراء.
- سابعاً: ـ إصدار المراسيم الجمهورية.
- ثامناً: ـ المصادقة على احكام الإعدام التي تصدرها المحاكم المختصة.
- تاسعاً: ـ يقوم بمهمة القيادة العليا للقوات المسلحة للاغراض التشريفية والاحتفالية.
- عاشراً: ـ ممارسة اية صلاحيات رئاسية أخرى واردة في هذا الدستور.

## الشروط الواجب توفرها للترشح لمنصب الرئيس
حدد الدستور العراقي في المادة الثامنة والستين عددا من الشروط التي يجب أن يحوزها المرشح للمنصب الرئاسي وهذه الشروط

- اولا: ـ عراقياً بالولادة ومن أبوين عراقيين.
- ثانياً: ـ كامل الأهلية وأتم الأربعين سنةً من عمره.
- ثالثاً: ـ ذا سمعةٍ حسنةٍ وخبرةٍ سياسيةٍ ومشهوداً له بالنـزاهة والاستقامة والعدالة والإخلاص للوطن.
- رابعاً: ـ غير محكومٍ بجريمةٍ مخلةٍ بالشرف.

## القصور الرئاسية

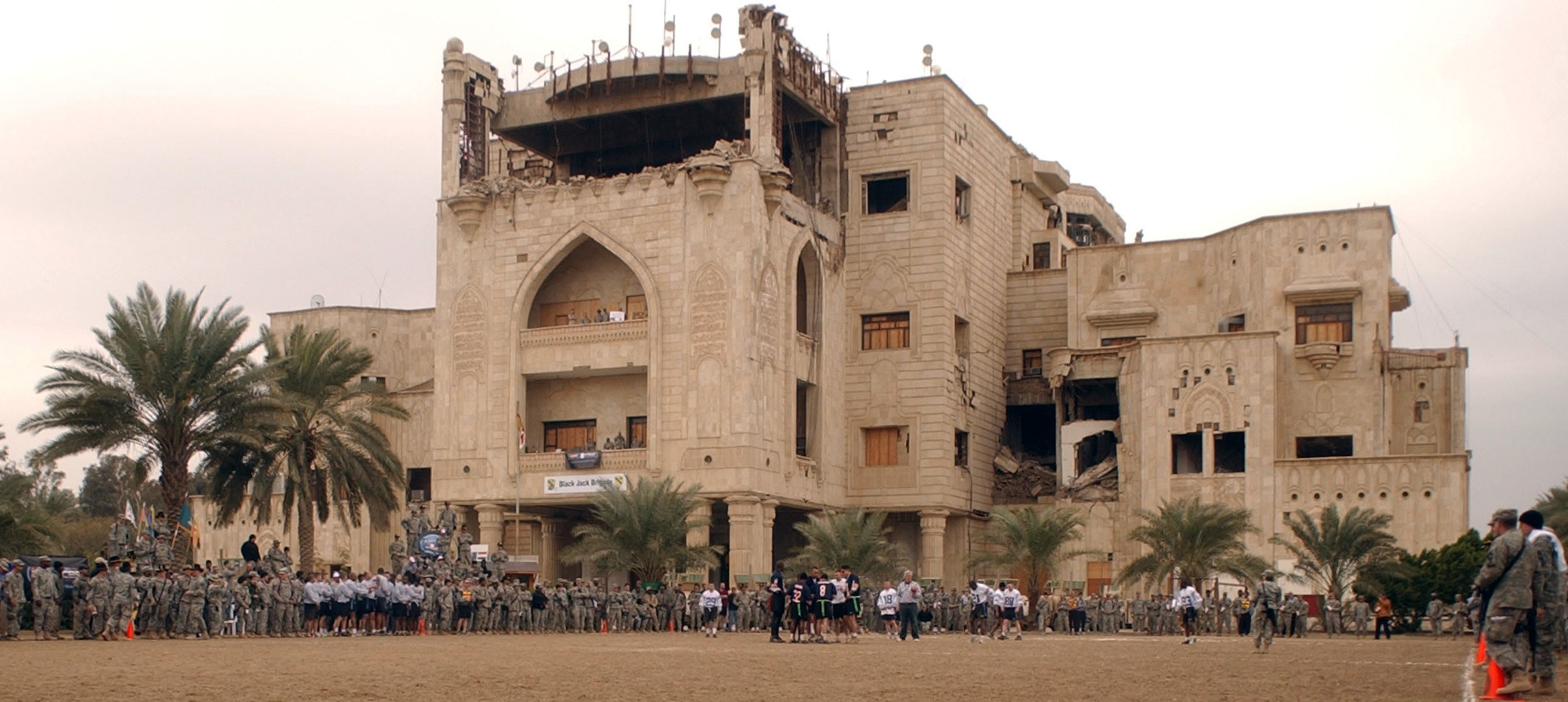
قصر السلام في 2007

في الايام الأولى للجمهورية العراقية عام 1958 لم يقم رئيس مجلس السيادة محمد نجيب الربيعي أو رئيس الوزراء عبد الكريم قاسم باتخاذ أي قصر ليكون قصرا جمهوريا رسميا للدولة.حيث بقي الربيعي في منزله الشخصي قبل 14 تموز 1958 . وبقي قاسم أيضا في منزله قبل الثورة، في حين اتخذ مكتبه الواقع بوزارة الدفاع كمكتب رسمي له بصفته رئيس الوزراء. وكان احيانا يبيت فيه.

و مع تولي عبد السلام عارف الحكم في عام 1963 فقد ركز اهتمامه على القصر الذي كان يبنى في عهد الملك فيصل الثاني والذي كان من المقرر أن يتزوج فيه لاحقا. فاهتم عبد السلام بالقصر وأكمله عام 1965 أول قصر جمهوري للعراق 

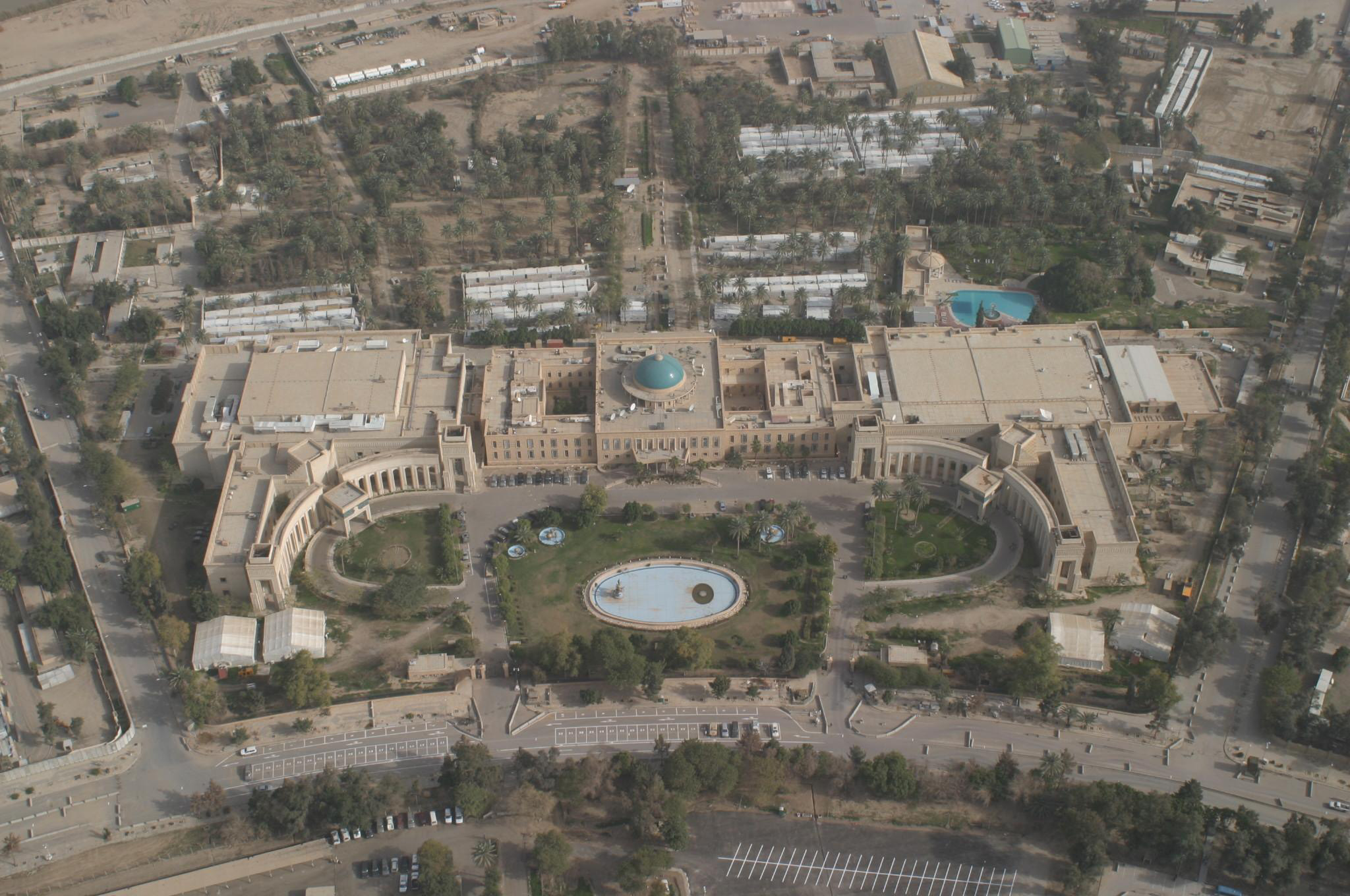
منظر جوي للقصر الجمهوري. والذي غيرت الحكومة العراقية اسمه إلى قصر الحكومة عام 2009

 وقد استمر كقصر جمهوري حتى عام 2003.تاريخ الاحتلال الأمريكي للعراق 

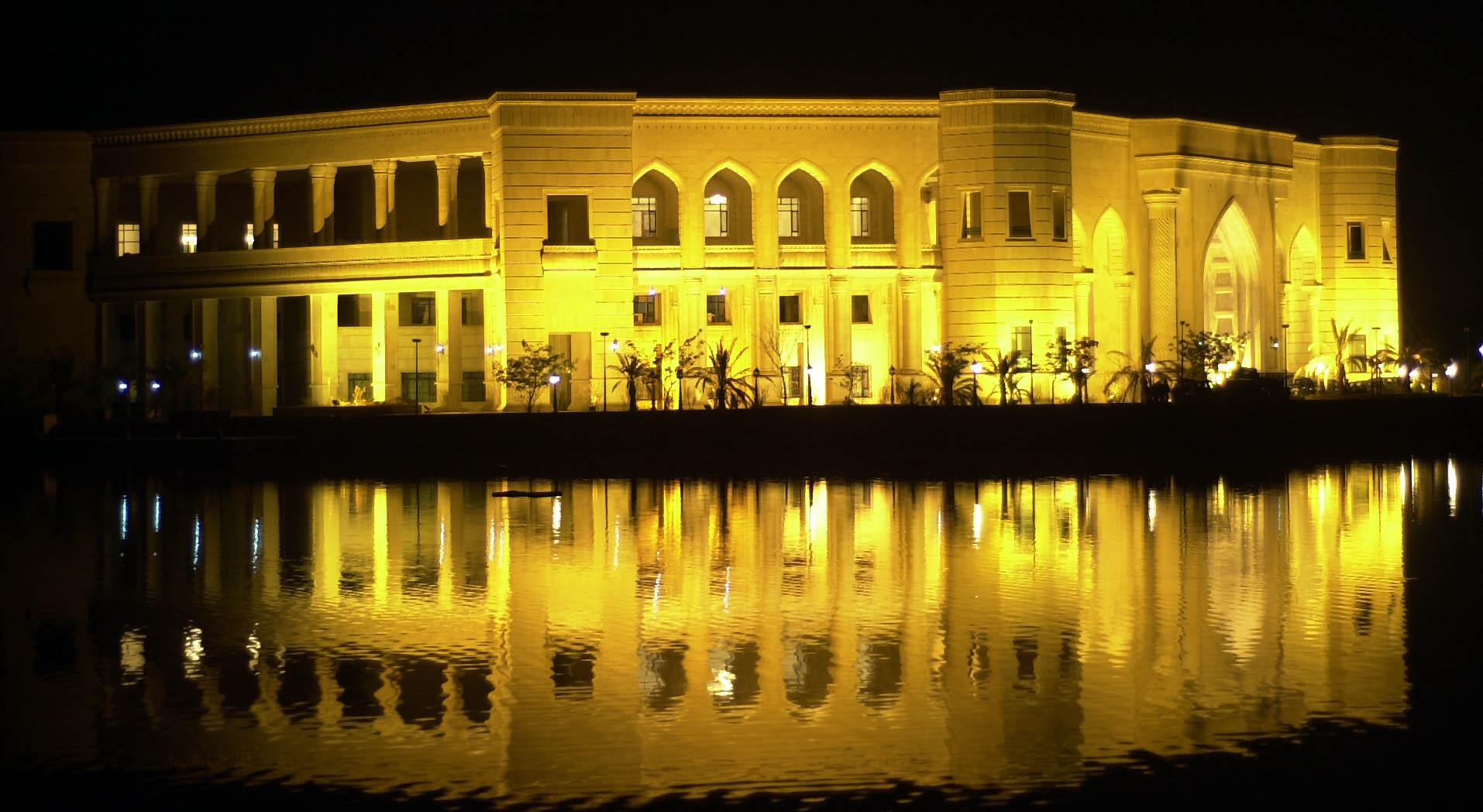
قصر الفاو في فبراير 2005

 استخدمته القوات الأمريكية كمقر للقيادة في أول أيام الاحتلال، ثم تحول إلى سفارة أمريكية حتى الأول من يناير 2009 حيث استلمته الحكومة العراقية، وأعادت ترميمه وغيرت اسمه إلى قصر الحكومة. عام 2012 عقدت في هذا القصر القمة العربية المؤجلة من العام الماضي 2011 .
القصر الرئاسي الحالي الذي يقيم فيه الرئيس العراقي هو قصر السلام الذي بني في عهد صدام حسين. وكان هناك مجمع آخر يستعمل كقصر رئاسي أثناء حكم صدام حسين هو مجمع قصور الرضوانية الرئاسي. ويضاف إلى ذلك وجود عدد متفرق من القصور الرئاسية في بغداد وبقية المحافظات كقصر السجود وقصر الفاو ببغداد والقصور الرئاسية بالموصل والبصرة وتكريت وبابل.

## رؤساء العراق
بعد ثورة 14 تموز 1958، كان من المقرر إجراء انتخابات لاختيار رئيس للجمهورية وهم ما لم يتم إطلاقا. لذلك بقي منصب الرئيس معلقا، في حين تم تكليف نجيب الربيعي برئاسة مجلس السيادة الذي اعتبر بمثابة رئيس للجمهورية. وهكذا فقد أصبح عبد السلام عارف هو أول من يحمل لقب رئيس الجمهورية العراقية.

## وصلات خارجية
- الدستور العراقي
- http://www.sptimes.com/2003/04/22/Floridian/Saddam_has_left_the_b.shtml
- http://www.aawsat.com/details.asp?section=4&issueno=10994&article=501338&feature=